# 페르난두 카브리타
페르난두 다 실바 카브리타,OIH(포르투갈어: Fernando da Silva Cabrita; 1923년 5월 1일, 알가르브 지방 라구스 ~ 2014년 9월 22일, 리스보아 지방 로르스)는 포르투갈의 전 축구 공격수이자 감독이다.
그는 14년 동안 올랴넨스와 코빌량 소속으로 295번의 프리메이라리가 경기에 출전해 88골을 기록했다. 이후, 그는 감독으로 전향하여 20년 가까이 지도자의 길을 걸었고, 그동안 벤피카와 포르투갈 국가대표팀도 지도했다.

## 클럽 경력
알가르브 지방 라구스 출신인 카브리타는 성인 무대에서 18년을 활약하면서 14년을 국내 1부 리그에서 활동했고, 첫 활약 구단은 올랴넨스였다. 1943-44 시즌, 그는 18번의 경기에서 개인 통산 최다인 20골을 기록해 소속 구단이 10개 참가 구단 중 5위의 성적을 거둘 수 있게 했다. 카브리타는 앙제(프랑스 2부 리그), 코빌량, 그리고 포르티모넨스에서도 활약했고, 1960년에 37세의 나이로 은퇴했다.

## 국가대표팀 경력
그는 12년 동안 포르투갈 국가대표팀에서 활약하며 7번 출전했는데, 첫 출전 경기는 1945년 3월 11일에 2-2로 비긴 스페인과의 친선경기였고, 1950년 4월 2일에 치른 그 다음 경기의 상대를 맞이한 1950년 월드컵 예선전에서는 원정에서 1-5 대패를 당했는데, 이 경기에서 그의 하나밖에 없는 국가대표팀 골을 성공시켰다.

## 감독 경력
카브리타는 포르티모넨스 선수 시절이었던 감독일을 시작했다. 1959년, 그는 1967-68 시즌에 1군 무대에서 처음으로 감독을 맡았는데, 벤피카의 감독을 대행해 리그 우승을 거두었고, 이후 오투 글로리아가 후임으로 취임했다. 그 외에 그가 맡은 1부 리그 구단들로는 우니앙 토마르, 베이라-마르, 히우 아브, 아카데미코 비제우, 그리고 페나피엘이 있었다.
카브리타는 1983년부터 글로리아 감독이 사임한 후, 포르투갈의 9번에 달하는 국가대표팀 경기에서 지휘했다. 그는 자신의 감독진에 조제 아우구스투, 안토니우 무라이스, 그리고 토니 3명과 사단에서 협력하였고, 유로 1984 당시 포르투갈 국가대표팀을 준결승전까지 이끌었지만, 프랑스와 연장전 접전을 벌여 2-3으로 석패했다.

## 최후
2014년 9월 22일, 카브리타는 호흡계 질환으로 리스본 지방 로르스의 베아트리스 안젤루 병원에서 영면에 들었다. 그는 향년 91세였다.

## 수상
라자 카사블랑카
- 보톨라: 1988

### 개인
- 엔히크 왕자 기사단 사령관장